# Alle gegen Einen
Alle gegen Einen ist eine deutsche Spielshow auf ProSieben.

## Geschichte
Sie wurde erstmals am 20. Oktober 2018 ausgestrahlt. In der Show tritt ein Kandidat im Studio in 13 Runden gegen die Zuschauer im Studio und Zuhause an. Die Zuschauer haben dabei die Möglichkeit, über eine Smartphone-App an den Spielrunden teilzunehmen. Der Kandidat oder einer der Zuschauer haben die Möglichkeit, bis zu 100.000 Euro zu gewinnen.
Moderiert wird die Sendung von Elton. Bei den Experimenten wird er von Bastian Bielendorfer und Rebecca Mir unterstützt.

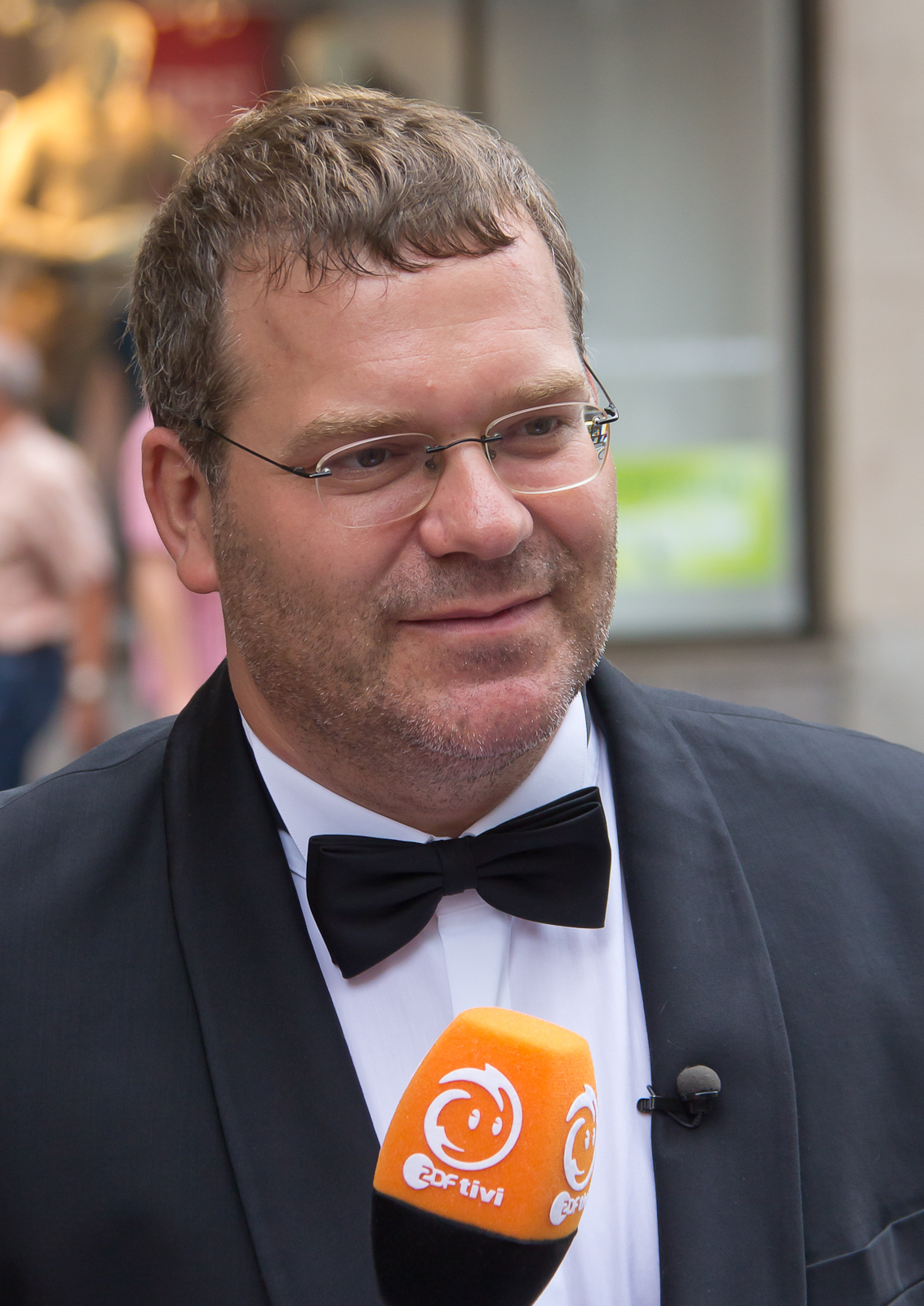
Moderator Elton
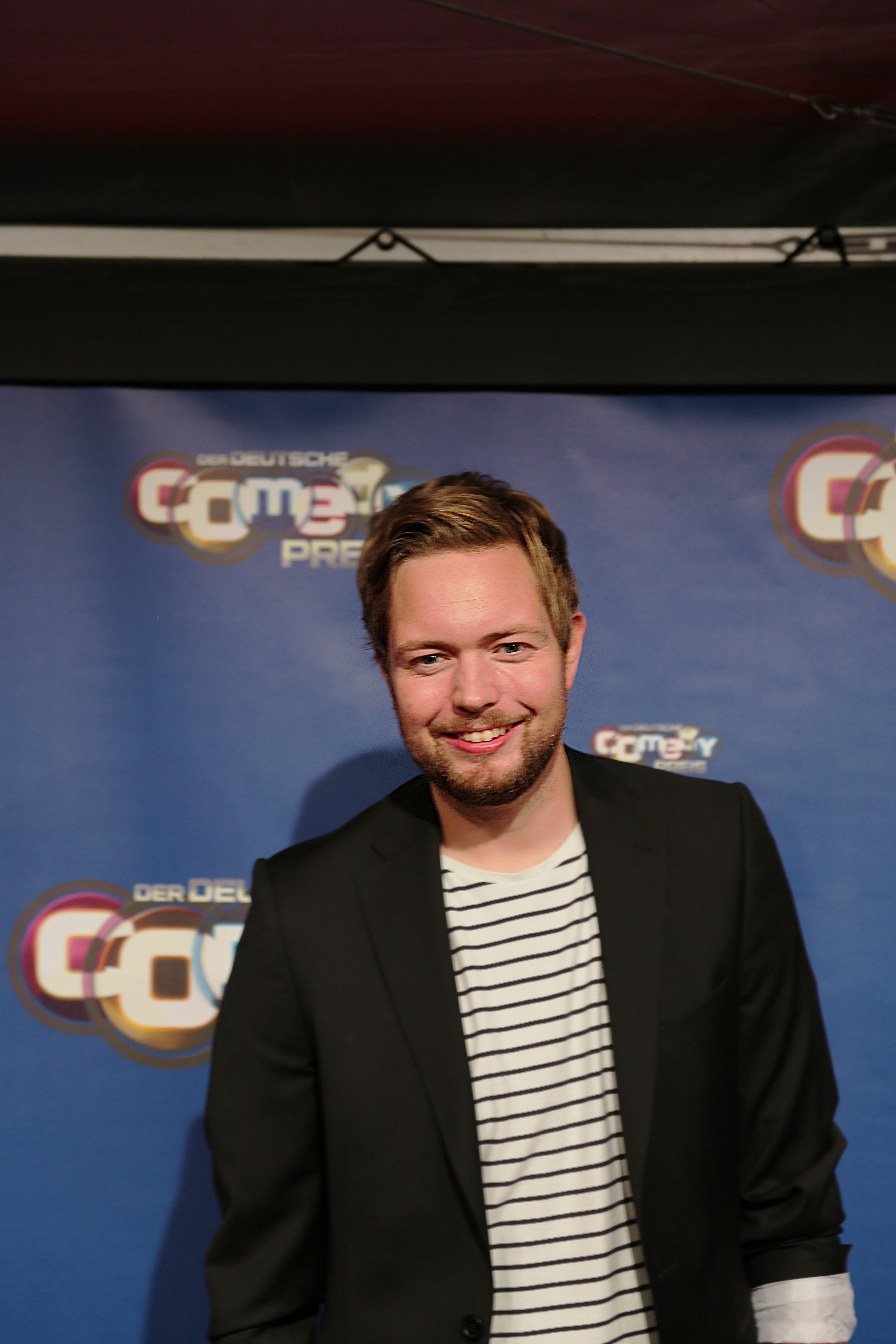
Co-Moderatoren Bastian Bielendorfer …
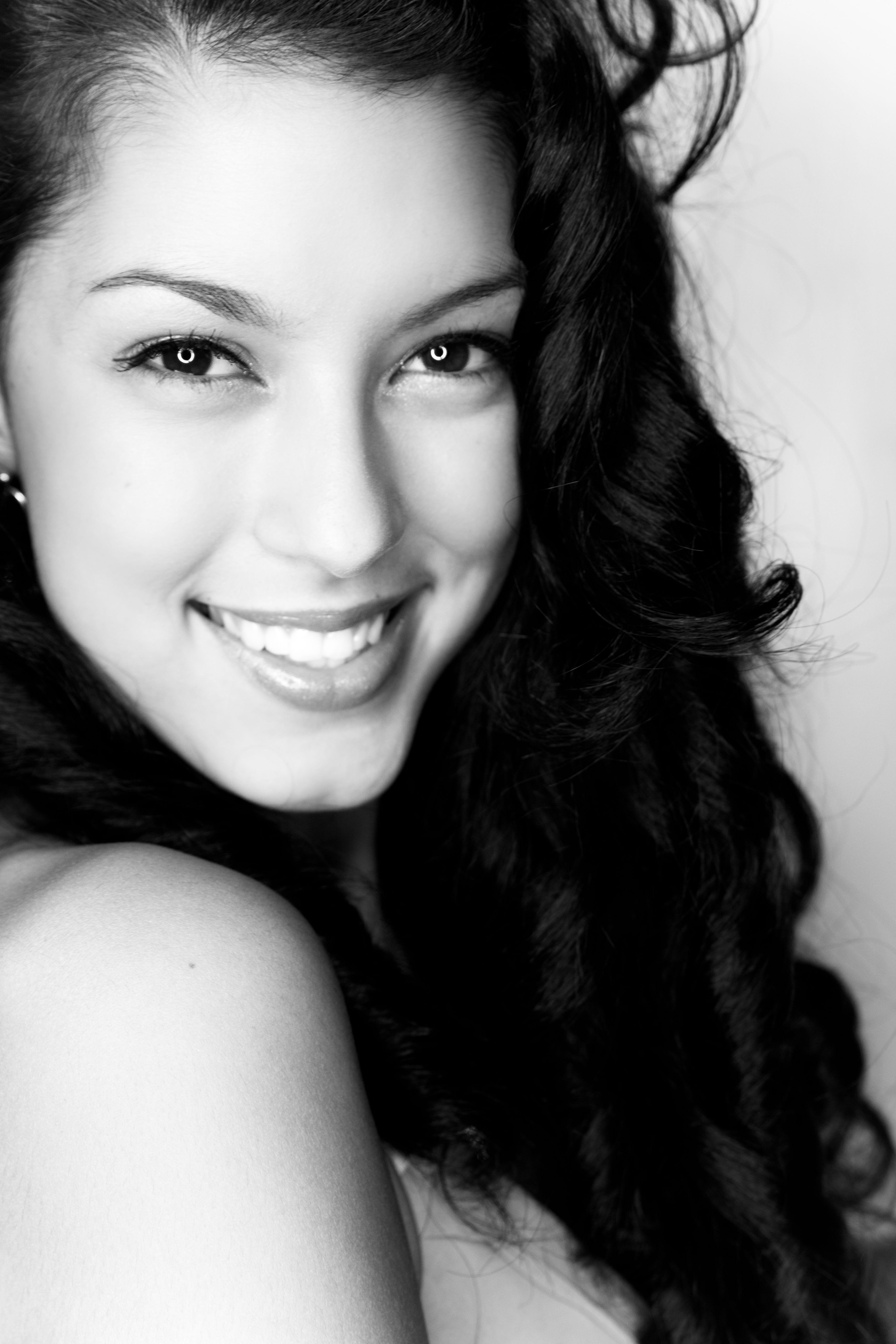
… und Rebecca Mir

## Produktion

### Allgemeines
Die Sendung wird Live in den Brainpool-Studios in Köln-Mülheim in HD und 16:9 produziert. Die App wird von Banijay Nordic Mobile betrieben.
Die Show basiert auf dem Format Alle Mod 1 (All against 1) des dänischen TV-Senders Nordisk Film TV Denmark.

### Ausfall der App
Im Laufe der ersten Folge der zweiten Staffel kam es zu einem Ausfall der für die Show notwendigen App. Es gab zuvor in diversen Ausgaben schon kleine technische Pannen mit dieser, bei denen beispielsweise nicht jeder abstimmen konnte, jedoch keinen dauerhaften Ausfall für alle Teilnehmer. Als Ersatz erhielt das Publikum im Studio die Möglichkeit abzustimmen und tippte damit zeitweise für das Team Deutschland. Noch während der Livesendung wurde der Fehler behoben, sodass die App wieder normal benutzt werden konnte. Elton entschuldigte sich am nächsten Morgen über seine sogenannte "Pressekonferenz" über Social Media bei den Zuschauern, ProSieben tat dies per Pressemitteilung ebenfalls und versicherte für die nächste Ausgabe eine funktionierende App zu haben. Der Fehler wurde durch eine Überlastung des Systems hervorgerufen, bei dem erst alle Daten angesammelt und dann auf einen Schlag weitergegeben wurden. Auch andere TV-Shows in Europa, beispielsweise der norwegische ESC-Vorentscheid, hatten Probleme mit dem Server.

## Spielkonzept

### Allgemein
Zu Beginn der Sendung wird ein Kandidat vorgestellt, welcher in der Sendung antritt. Es werden 13 Runden gespielt, wobei in jeder Runde Geld gesammelt werden kann. Von Runde eins bis zehn können 1.000 Euro bis 10.000 Euro erspielt werden, entsprechend der Spielnummer (Spiel 8 gibt zum Beispiel 8.000 €). In Runde 11 können 15.000 Euro und in Runde 12 können 30.000 Euro erspielt werden. Runde 13 stellt das Finale dar, in welchem der Kandidat um das bisher erspielte Geld kämpft.
In jeder Runde wird zunächst eine kurze Vorstellung des Experiments gezeigt, anschließend wird eine Frage bezüglich des Experiments gestellt. Kandidat und Zuschauer haben nun 30 Sekunden Zeit einen Wert auf einer vordefinierten Skala einzutippen. Dem Kandidaten stehen weiterhin vier Joker zur Verfügung, welcher er in den Spielrunden einsetzen kann (maximal ein Joker pro Runde). Er kann seine Freunde und Familie oder zwei Prominente befragen die jeweils im Studio sitzen, sich den Durchschnittswert seiner Heimatstadt anzeigen lassen oder einen Annäherungsjoker nutzen, welcher den Tipp des Kandidaten um 20 Prozent (in der ersten Sendung 50 Prozent) an das richtige Ergebnis annähert. Der Tipp des Kandidaten wird direkt veröffentlicht, außer das Wissen um den Tipp könnte den Ausgang des Experiments beeinflussen.
Nach der Durchführung des Experiments wird das durchschnittliche Ergebnis aller Zuschauer die per App abgestimmt haben angezeigt. Ist der Kandidat näher am korrekten Ergebnis, erhält er eine Gutschrift auf sein Spielkonto. Ist der Durchschnittswert der Zuschauer näher am Ergebnis, wird das Geld auf das Konto von Team Deutschland gut geschrieben. Bei Gleichstand erhalten beide das Geld gut geschrieben. Sofern der Kandidat die finale Runde nicht gewinnen konnte, wird ein zufälliger Zuschauer zum Gewinner gewählt und Live in der Sendung angerufen.

### Änderungen in Staffel 2
In Staffel 2 wurde der "Frag deine Freunde" Joker entfernt, womit die Zahl der Joker auf drei reduziert wurde. Außerdem wurden ab dieser Staffel drei Zuschauer angerufen und aus diesen dann der Gewinner ermittelt.
Sonst blieb alles wie in Staffel 1.

### Wiederkehrende Formate
In allen Folgen wird einem Teil des Publikums, bestehend aus 100 Personen, die Möglichkeit gegeben eine Aufgabe zu absolvieren. Bei diesen Aufgaben handelt es sich um eine Art von Überwindung, manchmal kombiniert mit einer Art öffentlicher "Bloßstellung" auf digitalen Werbetafeln. Die Aufgabe ist es zu schätzen wie viele der Kandidaten dieser Aufgabe für einen Geldbetrag zustimmen werden.
Des Weiteren gibt es eine Aufgabe die in von Ausgabe zu Ausgabe wechselnden Städten innerhalb Deutschlands stattfindet. Dafür wird durch Rebecca Mir innerhalb der Show ein öffentlicher Aufruf gestartet zu einem speziellen Ort zu kommen und dort eine Aufgabe zu erledigen bzw. sich für diese dort zu melden.
Ab der Staffel 2 wurde ein kleines zusätzliches Spiel eingebaut in welchem Zuschauer Geld gewinnen können. Dieses Spiel hat keinerlei Einfluss auf die restliche Sendung.

## Ausgaben
| Ausgabe   | Datum             | Kandidat                                             | Gewinnsumme | Gewinner    | Prominente Joker        | Prominente Joker | Weitere Gastauftritte |
| --------- | ----------------- | ---------------------------------------------------- | ----------- | ----------- | ----------------------- | ---------------- | --- |
| Staffel 1 |                   |                                                      |             |             |                         |                  | |
| 1         | 20. Oktober 2018  | Kai Genz (24), Kiel, Polizeikommissar                | 48.000 Euro | Kandidat    | Jeannine Michaelsen     | Luke Mockridge   | David Odonkor und Mario Basler spielten für die Runde 8. |
| 2         | 27. Oktober 2018  | Theresia (30), Zweibrücken, Dressurreiterin          | 80.000 Euro | Deutschland | Ruth Moschner           | Faisal Kawusi    | Jan Hojer kletterte für die Runde 8 von unten nach oben. |
| 3         | 3. November 2018  | Greta (30), Köln, Juristin                           | 34.000 Euro | Kandidatin  | Sonja Zietlow           | Matthias Steiner | Die Promi-Joker fuhren mit ihrem Autoscooter für die Runde 2. |
| 4         | 10. November 2018 | Matthias Schlitte (31), Magdeburg, Erzieher          | 78.000 Euro | Kandidat    | Collien Ulmen-Fernandes | Tom Beck         | Christian Düren als Co-Moderator für die Runde 8. Johanna Klum als Co-Moderatorin für die Runde 12. |
| Staffel 2 |                   |                                                      |             |             |                         |                  | |
| 5         | 15. Februar 2020  | Sofia El Mestary (31), Reutlingen, Finanzberaterin   | 34.000 Euro | Kandidatin  | Sophia Thomalla         | Smudo            | Die Promi-Joker stampften Wein für die Runde 4. Johanna Klum experimentierte für die Runde 5. Nicole Schott machte 44 Umdrehungen für die Runde 12.                                                          |
| 6         | 22. Februar 2020  | Michael Pustal (33), München, Mediengestalter        | 59.000 Euro | Deutschland | Janin Ullmann           | Edin Hasanović   | Edin Hasanović spielte für die Runde 2.Janin Ullmann wurde mit Popcorn für die Runde 9 bedeckt.Peter Kretschmer und Yul Oeltze spielten für die Runde 10. Charlotte Würdig experimentierte für die Runde 12. |
| 7         | 29. Februar 2020  | Sanja Petersen (36), Garbsen, Verwaltungsangestellte | 68.000 Euro | Deutschland | Vanessa Mai             | Bülent Ceylan    | Viviane Geppert experimentierte für die Runde 1. Mario Basler als Mitwirker für die Runde 5. |
| 8         | 7. März 2020      | Cem Kolcu (32), Hirschhorn, Polizist                 | 74.000 Euro | Kandidat    | Bettina Zimmermann      | Tim Raue         | Tim Raue spielte für die Runde 2. Die Promi-Joker spielten für die Runde 4. Johanna Klum und Johannes Vetter experimentierten für die Runde 11.                                                              |

## Ausstrahlungen und Einschaltquoten
| Ausgabe   | Datum             | Zuschauer | Zuschauer       | Marktanteil | Marktanteil     | Nachweis |
| Ausgabe   | Datum             | Gesamt    | 14 bis 49 Jahre | Gesamt      | 14 bis 49 Jahre | Nachweis |
| --------- | ----------------- | --------- | --------------- | ----------- | --------------- | -------- |
| Staffel 1 |                   |           |                 |             |                 |          |
| 1         | 20. Oktober 2018  | 1,26 Mio. | 0,76 Mio.       | 4,6 %       | 8,6 %           | [ 13 ]   |
| 2         | 27. Oktober 2018  | 1,39 Mio. | 0,77 Mio.       | 5,2 %       | 9,2 %           | [ 14 ]   |
| 3         | 3. November 2018  | 1,47 Mio. | 0,93 Mio.       | 5,6 %       | 11,2 %          | [ 15 ]   |
| 4         | 10. November 2018 | 1,13 Mio. | 0,72 Mio.       | 4,9 %       | 8,9 %           | [ 16 ]   |
| Staffel 2 |                   |           |                 |             |                 |          |
| 5         | 15. Februar 2020  | 1,08 Mio. | 0,61 Mio.       | 4,3 %       | 9,0 %           | [ 17 ]   |
| 6         | 22. Februar 2020  | 0,96 Mio. | 0,58 Mio.       | 3,6 %       | 8,1 %           | [ 18 ]   |
| 7         | 29. Februar 2020  | 0,98 Mio. | 0,66 Mio.       | 3,8 %       | 8,9 %           | [ 19 ]   |
| 8         | 7. März 2020      | 1,00 Mio. | 0,56 Mio.       | 4,0 %       | 7,8 %           | [ 20 ]   |

| Legende          |
| ---------------- |
| Höchster Wert    |
| Niedrigster Wert |

## Rezeption
„Letztlich bringt "Alle gegen Einen" einige Zutaten mit, die dazu Zeug dazu haben, frischen Wind in die Samstagabend-Unterhaltung von ProSieben zu bringen.“

David Grzeschik von Quotenmeter.de lobte ProSieben für die Produktion einer hochwertigen neuen Samstagabend-Show und betonte dabei vor allem die Experimente, die interessant seien und sehenswert umgesetzt wurden. Er kritisierte aber vor allem den immergleichen Ablauf, der die Sendung vorhersehbar und ermüdend lassen wirke und dabei keinerlei Dynamik oder Spannung aufkommen lasse. Zusätzlich empfand er die Show mit über drei Stunden als zu lang.